# Női 800 méteres síkfutás a 2020. évi nyári olimpiai játékokon
A 2020. évi nyári olimpiai játékokon az atlétika női 800 méteres síkfutás versenyszámát 2021. július 30–augusztus 3. között rendezték a tokiói olimpiai stadionban. Az aranyérmet az amerikai Athing Mu nyerte 1:55,21-es idővel.
A kvalifikáció során 1:59,50 másodperc volt a szintidő.

## Rekordok
A versenyt megelőzően a következő rekordok voltak érvényben:
| Világrekord     | Jarmila Kratochvílová (TCH) | 1:53,28 | München, NSZK        | 1983. július 26. |
| Olimpiai rekord | Nagyija Olizarenko (URS)    | 1:53,43 | Moszkva, Szovjetunió | 1980. július 27. |

## Eredmények
Az időeredmények perc:másodpercben értendők. A rövidítések jelentése a következő:
| - OR: olimpiai rekord - NR: országos rekord - PB: egyéni legjobb eredménye | - SB: 2021-ben az addigi legjobb eredménye - DNS: nem indult a futamon - DNF: nem ért célba |

### Előfutamok
Minden előfutam első három helyezettje automatikusan az elődöntőbe jutott. Az összesített eredmények alapján további hat futó került az elődöntőbe.
1. előfutam
| H  | Pálya | Név             | Nemzet              | E       | Mj |
| -- | ----- | --------------- | ------------------- | ------- | -- |
| 1. | 3     | Rénelle Lamote  | Franciaország (FRA) | 2:01,92 | Q  |
| 2. | 5     | Winnie Nanyondo | Uganda (UGA)        | 2:02,02 | Q  |
| 3. | 2     | Lore Hoffmann   | Svájc (SUI)         | 2:02,05 | Q  |
| 4. | 4     | Angelika Sarna  | Lengyelország (POL) | 2:02,18 |    |
| 5. | 8     | Madeleine Kelly | Kanada (CAN)        | 2:02,39 |    |
| 6. | 6     | Morgan Mitchell | Ausztrália (AUS)    | 2:05,44 |    |
|    | 7     | Līga Velvere    | Lettország (LAT)    | DNF     |    |

2. előfutam
| H  | Pálya | Név             | Nemzet                            | E       | Mj    |
| -- | ----- | --------------- | --------------------------------- | ------- | ----- |
| 1. | 1     | Natoya Goule    | Jamaica (JAM)                     | 1:59,83 | Q     |
| 2. | 3     | Noélie Yarigo   | Benin (BEN)                       | 2:00,11 | SB, Q |
| 3. | 2     | Hedda Hynne     | Norvégia (NOR)                    | 2:00,76 | Q     |
| 4. | 4     | Halimah Nakaayi | Uganda (UGA)                      | 2:00,92 | q     |
| 5. | 6     | Katharina Trost | Németország (GER)                 | 2:00,99 | q     |
| 6. | 8     | Eunice Sum      | Kenya (KEN)                       | 2:03,00 |       |
| 7. | 5     | Nadia Power     | Írország (IRL)                    | 2:03,74 |       |
| 8. | 7     | Rose Lokonyen   | Menekültek olimpiai csapata (EOR) | 2:11,87 |       |

3. előfutam
| H  | Pálya | Név                   | Nemzet                 | E       | Mj |
| -- | ----- | --------------------- | ---------------------- | ------- | -- |
| 1. | 2     | Athing Mu             | Egyesült Államok (USA) | 2:01,10 | Q  |
| 2. | 5     | Habitam Alemu         | Etiópia (ETH)          | 2:01,20 | Q  |
| 3. | 7     | Joanna Jóźwik         | Lengyelország (POL)    | 2:01,87 | Q  |
| 4. | 6     | Melissa Bishop-Nriagu | Kanada (CAN)           | 2:02,11 |    |
| 5. | 3     | Christina Hering      | Németország (GER)      | 2:02,23 |    |
| 6. | 4     | Kéri Bianka           | Magyarország (HUN)     | 2:02,82 |    |
| 7. | 8     | Louise Shanahan       | Írország (IRL)         | 2:03,57 |    |

4. előfutam
| H  | Pálya | Név                     | Nemzet                 | E       | Mj |
| -- | ----- | ----------------------- | ---------------------- | ------- | -- |
| 1. | 5     | Raevyn Rogers           | Egyesült Államok (USA) | 2:01,42 | Q  |
| 2. | 7     | Keely Hodgkinson        | Nagy-Britannia (GBR)   | 2:01,59 | Q  |
| 3. | 1     | Mary Moraa              | Kenya (KEN)            | 2:01,66 | Q  |
| 4. | 6     | Netsanet Desta          | Etiópia (ETH)          | 2:01,98 |    |
| 5. | 4     | Lindsey Butterworth     | Kanada (CAN)           | 2:02,45 |    |
| 6. | 3     | Anna Wielgosz           | Lengyelország (POL)    | 2:03,20 |    |
| 7. | 8     | Síofra Cléirigh Büttner | Írország (IRL)         | 2:04,62 |    |
| 8. | 2     | Nimali Waliwarsha       | Srí Lanka (SRI)        | 2:10,23 |    |

5. előfutam
| H  | Pálya | Név               | Nemzet                                      | E       | Mj        |
| -- | ----- | ----------------- | ------------------------------------------- | ------- | --------- |
| 1. | 8     | Rose Mary Almanza | Kuba (CUB)                                  | 2:00,71 | Q         |
| 2. | 3     | Déborah Rodríguez | Uruguay (URU)                               | 2:00,90 | Q         |
| 3. | 1     | Rababe Arafi      | Marokkó (MAR)                               | 2:00,96 | (,957), Q |
| 4. | 4     | Alexandra Bell    | Nagy-Britannia (GBR)                        | 2:00,96 | (,960), q |
| 5. | 6     | Catriona Bisset   | Ausztrália (AUS)                            | 2:01,65 |           |
| 6. | 5     | Delia Sclabas     | Svájc (SUI)                                 | 2:03,03 |           |
| 7. | 7     | Shafiqua Maloney  | Saint Vincent és a Grenadine-szigetek (VIN) | 2:07,89 |           |
| 8. | 2     | D'Jamila Tavares  | São Tomé és Príncipe (STP)                  | 2:16,72 | PB        |

6. előfutam
| H  | Pálya | Név                  | Nemzet                 | E       | Mj    |
| -- | ----- | -------------------- | ---------------------- | ------- | ----- |
| 1. | 4     | Jemma Reekie         | Nagy-Britannia (GBR)   | 1:59,97 | Q     |
| 2. | 1     | Ajeé Wilson          | Egyesült Államok (USA) | 2:00,02 | Q     |
| 3. | 7     | Wang Chunyu          | Kína (CHN)             | 2:00,05 | Q     |
| 4. | 6     | Sara Kuivisto        | Finnország (FIN)       | 2:00,15 | q, NR |
| 5. | 8     | Elena Bellò          | Olaszország (ITA)      | 2:01,07 | q     |
| 6. | 2     | Natalia Romero       | Spanyolország (ESP)    | 2:01,16 | q, PB |
| 7. | 5     | Gabriela Gajanová    | Szlovákia (SVK)        | 2:01,41 | SB    |
| 8. | 3     | Emily Cherotich Tuei | Kenya (KEN)            | 2:08,08 |       |

### Elődöntők
Minden elődöntő első két helyezettje automatikusan a döntőbe jutott. Az összesített eredmények alapján további két futó került a döntőbe.
1. elődöntő
| H  | Pálya | Név             | Nemzet                 | E       | Mj |
| -- | ----- | --------------- | ---------------------- | ------- | -- |
| 1. | 5     | Natoya Goule    | Jamaica (JAM)          | 1:59,57 | Q  |
| 2. | 3     | Jemma Reekie    | Nagy-Britannia (GBR)   | 1:59,77 | Q  |
| 3. | 8     | Mary Moraa      | Kenya (KEN)            | 2:00,47 |    |
| 4. | 4     | Ajeé Wilson     | Egyesült Államok (USA) | 2:00,79 |    |
| 5. | 2     | Joanna Jóźwik   | Lengyelország (POL)    | 2:02,32 |    |
| 6. | 1     | Elena Bellò     | Olaszország (ITA)      | 2:02,35 |    |
| 7. | 7     | Hedda Hynne     | Norvégia (NOR)         | 2:02,38 |    |
| 8. | 6     | Halimah Nakaayi | Uganda (UGA)           | 2:04,44 |    |

2. elődöntő
| H  | Pálya | Név            | Nemzet                 | E       | Mj |
| -- | ----- | -------------- | ---------------------- | ------- | -- |
| 1. | 4     | Athing Mu      | Egyesült Államok (USA) | 1:58,07 | Q  |
| 2. | 3     | Habitam Alemu  | Etiópia (ETH)          | 1:58,40 | Q  |
| 3. | 5     | Alexandra Bell | Nagy-Britannia (GBR)   | 1:58,83 | q  |
| 4. | 7     | Lore Hoffmann  | Svájc (SUI)            | 1:59,38 |    |
| 5. | 6     | Renelle Lamote | Franciaország (FRA)    | 1:59,40 |    |
| 6. | 1     | Sara Kuivisto  | Finnország (FIN)       | 1:59,41 | NR |
| 7. | 8     | Noélie Yarigo  | Benin (BEN)            | 2:01,41 |    |
| 8. | 2     | Natalia Romero | Spanyolország (ESP)    | 2:01,52 |    |

3. elődöntő
| H  | Pálya | Név               | Nemzet                 | E       | Mj    |
| -- | ----- | ----------------- | ---------------------- | ------- | ----- |
| 1. | 5     | Keely Hodgkinson  | Nagy-Britannia (GBR)   | 1:59,12 | Q     |
| 2. | 8     | Wang Chunyu       | Kína (CHN)             | 1:59,14 | Q, PB |
| 3. | 3     | Raevyn Rogers     | Egyesült Államok (USA) | 1:59,28 | q     |
| 4. | 4     | Rose Mary Almanza | Kuba (CUB)             | 1:59,65 |       |
| 5. | 1     | Winnie Nanyondo   | Uganda (UGA)           | 1:59,84 | SB    |
| 6. | 7     | Rababe Arafi      | Marokkó (MAR)          | 1:59,86 |       |
| 7. | 2     | Déborah Rodríguez | Uruguay (URU)          | 2:01,76 |       |
| 8. | 6     | Katharina Trost   | Németország (GER)      | 2:02,14 |       |

### Döntő
| H     | Pálya | Név              | Nemzet                 | E       | Mj |
| ----- | ----- | ---------------- | ---------------------- | ------- | -- |
| Arany | 3     | Athing Mu        | Egyesült Államok (USA) | 1:55,21 | NR |
| Ezüst | 4     | Keely Hodgkinson | Nagy-Britannia (GBR)   | 1:55,88 | NR |
| Bronz | 8     | Raevyn Rogers    | Egyesült Államok (USA) | 1:56,81 | PB |
| 4.    | 6     | Jemma Reekie     | Nagy-Britannia (GBR)   | 1:56,90 | PB |
| 5.    | 2     | Wang Chunyu      | Kína (CHN)             | 1:57,00 | PB |
| 6.    | 7     | Habitam Alemu    | Etiópia (ETH)          | 1:57,56 | SB |
| 7.    | 1     | Alexandra Bell   | Nagy-Britannia (GBR)   | 1:57,66 | PB |
| 8.    | 5     | Natoya Goule     | Jamaica (JAM)          | 1:58,26 |    |